# Cophocerotis inconjuncta
Cophocerotis inconjuncta là một loài bướm đêm trong họ Geometridae.